# 瓦尔德斯巴克
瓦尔德斯巴克（法語：Waldersbach，发音：[valdəʁsbak] 或 [valdəʁsbax]）是法国下莱茵省的一个市镇，属于莫尔塞姆区和米齐格县（Mutzig）。该市镇总面积3.37平方公里，2009年时的人口为142人。法国阿尔萨斯信义宗牧师、慈善家约翰·弗里德里希·奥伯林曾在此地生活并逝世。

## 人口
瓦尔德斯巴克人口变化图示